# McMurtry Spéirling
McMurtry Spéirling — електричний одномісний концепт-кар, який вперше був представлений на Фестивалі швидкості в Гудвуді в 2021 році. Автомобіль розроблено британським стартапом McMurtry Automotive, заснованим у 2016 році британсько-ірландським сером Девідом МакМертрі (співзасновником і виконавчим головою Renishaw plc). "Spéirling" по-ірландськи означає "гроза".
Його система вентиляторів створює до 2000 кг притискної сили. А значить, McMurtry не тільки дуже швидко стартує, але й легко маневрує на поворотах.
Щодо силової установки, два електромотори авто видають 1000 к.с., споряджена маса McMurtry Spéirling – менше 1 тонни. Акумулятор на 60 кВт, дальність ходу	> 483 км (WLTP).
Коштує автомобіль приблизно 2 млн. фунтів.

## Динамічні показники
- 0-60 миль/год - 1.40 с
- 0-100 миль/год - 2.63 с
- 0-145 миль/год - 4.98 с
- ¼  миль(400 м) - 7.97 с